# Iłańce
Iłańce (biał. Іланцы, Iłancy; ros. Иланцы, Iłancy) – dawna wieś na Białorusi, w obwodzie witebskim, w rejonie brasławskim.
Inna nazwa wsi Jełańce.

## Historia
W czasach zaborów w granicach Imperium Rosyjskiego.
W dwudziestoleciu międzywojennym wieś leżała w Polsce, w województwie nowogródzkim (od 1926 w województwie wileńskim), w powiecie dziśnieńskim (od 1926 w powiecie brasławskim), w gminie Brasław.
Według Powszechnego Spisu Ludności z 1921 roku zamieszkiwało wieś 49 osób, wszystkie były wyznania rzymskokatolickiego. Jednocześnie 46 mieszkańców zadeklarowało polską przynależność narodową a 3 białoruską. Było tu 8 budynków mieszkalnych. W 1931 w 9 domach zamieszkiwało 51 osób.
Miejscowość należała do parafii rzymskokatolickiej w Mieżanach. Podlegała pod Sąd Grodzki w Brasławiu i Okręgowy w Wilnie; właściwy urząd pocztowy mieścił się w Mieżanach.